# Anthoceros agrestis
Az Anthoceros agrestis (magyarul: Sötétspórás becősmoha) egy mohafaj a becősmohák törzséből és az Anthocerotaceae családból.

## Jellemzői
Ennek a becősmoha fajnak fényes, halványzöld, rozetta alakú telepei vannak (thallus). A telepek szegélye szabálytalanul karéjos, átmérője nagyjából 0,5-1,5 cm-es. A telepek kiszáradva szakadozhatnak és erősen összegömbölyödnek. A telepek több sejtréteg vastagok, melyekben nyálka üregek vannak, melyekben a Nostoc nemzetségbe tartozó sötétkék vagy lila színű cianobaktériumok élhetnek.
Elsősorban ivarosan szaporodik. Az antheridiumok (hím ivarszervek) a telepek belsejében lévő kamrákban fejlődnek ki. Egy-egy kamrában 4-15 anthera fejlődik, melyek hossza 50-90 mikrométer. Az archegoniumok (női ivarszervek) a telep felszínén fejlődnek ki. A telep felszínén több archegonium is kifejlődik, de azok magányosak és nem csoportosak mint az antheridiumok. A megtermékenyítés után az archegoniumból 1-3 cm hosszú szarv, illetve becő alakú sporofiton fejlődik ki. A kifejlődő spóratok éretten fekete színű és két hosszanti nyílással hasad fel.
A spórák 38-62 mikrométer átmérőjűek, sötétbarna vagy feketés színűek. A spórák proximális oldalán háromágú (triradiate) spóranyílás található, a spórák felszínén finom hálózatos bordázat és villás tüskék (papillák) figyelhetőek meg.
Ehhez a fajhoz nagyon hasonló becősmoha az Anthoceros punctatus, a két faj csak mikroszkóppal azonosítható biztosan. A hímivarszervei az A. punctatusnak jóval nagyobbak (120-250 mikrométer hosszúak), míg az A. agrestisnek csak 60-80 mikrométer nagyságúak az antheridiumai.

## Elterjedése és Ökológiája
Ez a becősmohafaj Közép- és Dél-Európában, Észak-Afrikában és Észak-Amerikában található meg. Európában a mérsékelt éghajlatú területeken él. Az Anthoceros agrestis a latin nevét arról kapta, hogy elsősorban a mezőgazdasági területeken él (agrestis= szántó), ilyenek a szántók és a gabonafélék betakarítása után meghagyott tarlók. Ezeken kívül a nedves réteken, árokpartokon és kiszáradó tófenéken is megtalálható. Mindenképpen a nedves körülményeket kedveli. Nedves, agyagos, semleges vagy enyhén savas, mészszegény talajokon él. Az ökológiai viselkedését az ún. Ellenberg mutatókkal is leírható: L:9 (fényigény), F:5 (nedvesség), N:5 (nitrogén), R:7 (talaj pH), S:4 (só). A jelenlegi kutatások szerint az egyetlen Magyarországon élő Anthoceros faj. A Cserhátról és a Vendvidékről vannak élőhelyi adataink erről a becősmoháról.
Pionír faj, azaz a zavart, nyílt, csupasz talajfelszínen nagyon gyorsan megjelenik és elszaporodik. Az ökológiai életmód stratégiai besorolása alapján ez a faj "r"-stratégiát képvisel, ezt támasztják alá a következő tulajdonságai: nagyméretű spórák (>20 mikrométer átmérőjű), egynyári, erőteljesen ingadozó populáció méret (gyorsan szaporodik el, majd gyorsan el is tűnik). A kedvezőtlen időszak elmúltával képes újra megjelenni az adott területen és ebben a hosszú ideig életképes nagyméretű spórák játszanak szerepet.

## Társulásalkotó szerepe
Két olyan növénytársulást írtak le a botanikusok amiben ez a becősmohafaj jelentős állomány alkotó. Az egyik a Pottietum truncatae v.  Krus. 1945, a másik pedig a Centunculo-Anthocerotetum Koch ex. Libbrt 1932. Az előbbi társulás fő  mohafajai a Pottia truncata, Phaeoceros carolinianus, Dicranella staphylina, Ephemerum minutissimum, Fossombronia pusilla és Riccia fajok.  Ez utóbbi társulás jellemző virágos növény fajai az Centunculus minimus (Apró centike), Juncus bufonius (Varangyszittyó) és a Gnaphalium uliginosum (Iszapgyopár).

## Természetvédelmi helyzete
A faj Németországban gyakorinak számít, azonban a megfelelő élőhelyek eltűnése miatt, különösen a tarlók területének csökkenése következtében a német vörös listán a "V" kategóriában szerepeltetik, mint figyelmet érdemlő faj. Ausztriában is kihalással fenyegetett fajként tartják számon. Magyarországon mint fenyegetett (NT) faj van számontartva.

## Biokémia jellemzői
Az Anthoceros agrestis rozmaringsavat és ennek 3'-O-beta-D-glükozidját képes termelni. Ezeket a vegyületeket a becősmoha sejtszuszpenziós kultúrájából izolálták a kutatók 2005-ben. Ezeknek a vegyületeknek a jelenléte azért különleges, mert ilyen biokémiai szintézis utakat eddig csak az edényes növényeknél találtak.
Az anthocerodiazonin egy alkaloid, amit az Anthoceros agrestis in vitro kultúrájából izoláltak, ezen kívül még hat különböző glutaminsav amidot is felfedeztek a becősmoha által termelt vegyületek között: N-(4-hidroxibenzoil)-glutaminsav, N-(3,4-dihidroxi benzoil)-glutaminsav, N-(4-hidroxi-3-methoxibenzoil)-glutaminsav, (E)-N-(isoferuloil)-glutaminsav, (Z)-N-(isoferuloil)-glutaminsav és (Z)-N-(p-coumaroil)-glutaminsav.

## Fordítás
Ez a szócikk részben vagy egészben  az   Acker-Hornmoos című német Wikipédia-szócikk ezen változatának fordításán alapul.  Az eredeti cikk szerkesztőit annak laptörténete sorolja fel. Ez a jelzés csupán a megfogalmazás eredetét és a szerzői jogokat jelzi, nem szolgál a cikkben szereplő információk forrásmegjelöléseként.

## Linkek
- Anthoceros agrestis (Svájci oldal)
- BBS Field Guide - Anthoceros agrestis (Angol oldal)
- Anthoceros agrestis in "Die Moose von Deutschland" u. a. mit Verbreitungskarte Deutschland